# Alex Connell
Alex Connell (* 8. Februar 1902 in Ottawa, Ontario; † 10. Mai 1958) war ein kanadischer Eishockeytorwart, der von 1924 bis 1937 für die Ottawa Senators, Detroit Falcons, New York Americans und Montreal Maroons in der National Hockey League spielte.

## Karriere
Connell, der während seiner Zeit bei den Ottawa Senators als „The Ottawa Fireman“ bekannt wurde, galt als sportbegabt und spielte neben Eishockey auch Baseball, Lacrosse und American Football. Da er nicht Schlittschuh laufen konnte, spielte er ab 1917 als Torwart bei den Kingston Frontenacs. Zwei Jahre später kehrte Connell in seine Geburtsstadt zurück und schloss sich für ein Jahr den Ottawa Cliffsides an, mit denen er in der Ottawa City Hockey League aktiv war. Dabei gelangen ihm in sieben Partien für die Cliffsides zwei Shutouts. Die folgenden vier Jahre verbrachte er bei den Ligakonkurrenten Ottawa St. Brigid’s und Ottawa Gunners. Nachdem er in der Saison 1923/24 fünf von zwölf Partien ohne Gegentor beendet hatte, ging Connell im Folgejahr zu den Ottawa Senators in die National Hockey League. In seiner ersten Saison für die Senators etablierte sich der Kanadier als Stammtorwart und absolvierte alle 30 Spiele der regulären Saison und verbuchte sieben Shutouts. In der folgenden Saison 1925/26 steigerte er seine Leistungen nochmals deutlich und beendete in der Regular Season 15 von 26 NHL-Spielen ohne Gegentreffer, dies bedeutete damals einen Rekord.
Im Folgejahr, in dem er 13 Shutouts verbuchte, gelang in den Play-offs nach Siegen über die Montréal Canadiens und Boston Bruins der Gewinn des Stanley Cups. Connell hatte dabei einen großen Anteil am Erfolg der Senators, als er in sechs Partien nur vier Gegentore erhielt und zwei Partien mit einem Shutout beendete. Während der Saison 1927/28 stellte der Torhüter einen bisher unübertroffenen Rekord auf: Vom 31. Januar bis 18. Februar erhielt er in sechs Spielen in Folge kein Gegentor und baute damit seinen Rekord auf 461:29 Minuten ohne Gegentor aus. Während dieser Rekord bisher nicht gebrochen wurde, übertraf George Hainsworth ein Jahr später seinen Shutout-Rekord und setzte mit 22 Saisonspielen ohne Gegentreffer eine neue Rekordmarke. 1931 wurde Connell im Dispersal Draft von den Detroit Falcons ausgewählt, für die er 48 Partien absolvierte. Ein Jahr später kehrte er zu den Ottawa Senators zurück.
Nachdem er zwischenzeitlich seinen Rücktritt vom aktiven Profisport angekündigt hatte, wurde Connell 1934 aufgrund einer Verletzung von Roy Worters, damals als Torhüter in Diensten der New York Americans, kurzfristig an die Americans verliehen, für die er eine Partie bestritt. Im Oktober 1934 verließ er die Senators endgültig und wurde an die Montreal Maroons abgegeben. In der Saison 1934/35 knüpfte er wieder an seine früheren Leistungen an. In den Play-offs gelangen Siege gegen die Chicago Blackhawks, New York Rangers und Toronto Maple Leafs. Die Finalserie endete mit drei Siegen in Folge für die Maroons, die dadurch den zweiten Stanley Cup ihrer Vereinsgeschichte errangen.
Zum Saisonende trat Connell vom aktiven Sport zurück, um im Jahr darauf nochmals 27 Spiele für die Montreal Maroons zu absolvieren und im Anschluss seine Laufbahn endgültig zu beenden. 1958 wurde er mit der Aufnahme in die Hockey Hall of Fame geehrt.

## Sportliche Erfolge
- Stanley Cup: 1927, 1935

## Rekorde
- 461:29 Minuten in Folge ohne Gegentor in der regulären Saison (1927/28)